# Paddy Lowe
Paddy Lowe (n. 8 aprilie 1962) este un inginer britanic , director tehnic al echipei de Formula 1 Mercedes AMG Petronas.

## Cariera in Formula 1:

### Williams( 1987 - 1993 )
Lowe si-a inceput cariera in Formula 1 in 1987 cu echipa britanica Williams fiind parte din efortul echipei britanice spre titlul mondial din 1992.

### McLaren( 1993 - 2013 )
La sfarsitul anului 1992 Lowe a semnat un contract cu McLaren , echipa alaturi de care a stat pana in anul 2013. Lowe a fost parte din echipa tehnica care a oferit titluri mondiale lui Mika Hakkinen , respectiv Lewis Hamiton , urmand sa paraseasca echipa la sfarsitul lui 2013 dupa un sezon frustrant cu rezultate modeste. 

### Mercedes-AMG( 2013 - 2016 )
Odata cu despartirea de McLaren , Lowe s-a transferat la relativ nou formata Mercedes-AMG Petronas. Desi echipa a avut rezultate relativ modeste in era V8 a Formulei 1 , introducerea motoarelor turbo V6 din anul 2014 a vazut echipa germana intrand intr-o perioada de dominanta. Mercedes au dominat sezoanele 2014-2016 ale marelui Circ castigand ambele titluri in fiecare an. 

### Titluri Mondiale Castigate:
1. 1992 - Nigel Mansell - Williams
2. 1998 - Mika Hakkinen - McLaren
3. 1999 - Mika Hakkinen - McLaren
4. 2008 - Lewis Hamilton - McLaren
5. 2014 - Lewis Hamilton - Mercedes-AMG
6. 2015 - Lewis Hamilton - Mercedes-AMG
7. 2016 - Nico Rosberg  - Mercedes-AMG

*Sezonul 2016 este in desfasurare iar pilotii Mercedes Lewis Hamilton si Nico Rosberg isi disputa titlul mondial , insa echipa a castigat matematic titlul constructorilor.